# Andrej L'vovič Abrikosov
Andrej L'vovič Abrikosov in russo Андрей Львович Абрикосов? (Sinferopoli, 14 novembre 1906 – Mosca, 21 ottobre 1973) è stato un attore sovietico.
È noto soprattutto per aver partecipato ai film Aleksandr Nevskij, Ivan il terribile di Sergej Michajlovič Ėjzenštejn e La grande svolta di Fridrikh Ermler.
Ricevette nel 1941 il Premio Stalin, è sepolto nel Cimitero di Novodevičij.

## Filmografia
- Il placido Don (Tichij Don), regia di Ivan Pravov e Ol'ga Preobraženskaja (1930)
- Vraž'i tropy, regia di Ivan Pravov, Ol'ga Preobraženskaja (1935)
- Ljubov' i nenavist', regia di Albert Gendelshtein, P. Kolomytsev (1935)
- Partijnyj bilet, regia di Ivan Pyr'ev (1936)
- Zori Pariža, regia di Grigorij Rošal' (1937)
- Aleksandr Nevskij, regia di Sergej Ėjzenštejn e Dmitrij Vasilyev (1938)
- Ljudi doliny Sumbar, regia di Nikolai Tikhonov (1938)
- Vysokaja nagrada, regia di Evgenij Šnejder (1939)
- Stepan Razin, regia di Ivan Pravov e Ol'ga Preobraženskaja (1939)
- Pjatyj okean, regia di Isidor Annensky (1940)
- Baby, regia di Vladimir Batalov (1940)
- Natascia (Frontovye podrugi), regia di Viktor Ėjsymont (1941)
- Princ i niščij, regia di Erast Garin, Khesya Lokshina (1943)
- Ivan il Terribile (Ivan Groznyy), regia di Sergej Ėjzenštejn (1944)
- Morskoj batal'on, regia di Aleksandr Fajncimmer, Adolf Minkin (1944)
- La grande svolta (Velikij perelom), regia di Fridrich Ėrmler (1945)
- Mal'čik s okrainy, regia di Vasilij Žuravlёv (1947)
- Alitet uchodit v gory, regia di Mark Donskoj (1949)
- La caduta di Berlino (Padenie Berlina), regia di Michail Čiaureli (1950)
- Sud'ba barabanščika, regia di Viktor Ėjsymont (1956)
- Il conquistatore dei Mongoli (Il'ja Muromec), regia di Aleksandr Ptuško e Damir Vjatič-Berežnych (1956)
- Serdce b'ëtsja vnov'…, regia di Abram Room (1956)
- Cel' ego žizni, regia di Anatolij Rybakov (1957)
- Delo pёstrych, regia di Nikolai Dostal' (1958)
- La congiura dei boiardi (Ivan Groznyy: Skaz vtoroy - Boyarskiy zagovor), regia di Sergei M. Eisenstein (1958)
- Podnjataja celina, regia di Aleksandr Ivanov (1959)
- Ispoved, regia di Vsevolod Voronin (1962)
- Generali da zizilebi (General i margaritki), regia di Michail Čiaureli (1963)
- Sekretar' obkoma, regia di Vladimir Čebotarёv (1964)
- Sokrovišča respubliki, regia di Ivan Pravov (1964)
- Odinočestvo, regia di Vsevolod Voronin (1965)
- Svet dalёkoj zvezdy, regia di Ivan Pyr'ev (1965)
- Svadba v Malinovke, regia di Andrei Tutyshkin (1967)
- I fratelli Karamàzov (Brat'ja Karamazovy), regia di Kirill Lavrov, Ivan Pyryev, Mikhail Ulyanov (1969)
- Il castello incantato (Ruslan i Ljudmila), regia di Aleksandr Ptuško (1972)